# Przemysł lotniczy w Polsce
Przemysł lotniczy w Polsce – gałąź przemysłu środków transportu, w Polsce produkująca części do samolotów, szybowców, śmigłowców i osprzęt lotniczy.
Przedsiębiorstwa przemysłu lotniczego w Polsce skupione są głównie w Kaliskim Okręgu Przemysłowym i Rzeszowskim Okręgu Przemysłowym.
Obecnie większość przedsiębiorstw z tego sektora jest własnością korporacji transnarodowych. Przemysł lotniczy z południowo-wschodniej Polski reprezentuje stowarzyszenie Dolina Lotnicza.
W środkowo-zachodniej części kraju działa Stowarzyszenie Przedsiębiorców Przemysłu Lotniczego „Wielkopolski Klaster Lotniczy” z siedzibą w Kaliszu. W skład WKL wchodzą takie firmy produkujące podzespoły dla przemysłu lotniczego jak: Pratt & Whitney Kalisz (koncern United Technologies Corporation), Wytwórnia Sprzętu Komunikacyjnego „PZL-Kalisz”, Vac Aero Kalisz, Meyer Tool Poland, Hamilton Sundstrand Kalisz, Teknequip Kalisz.

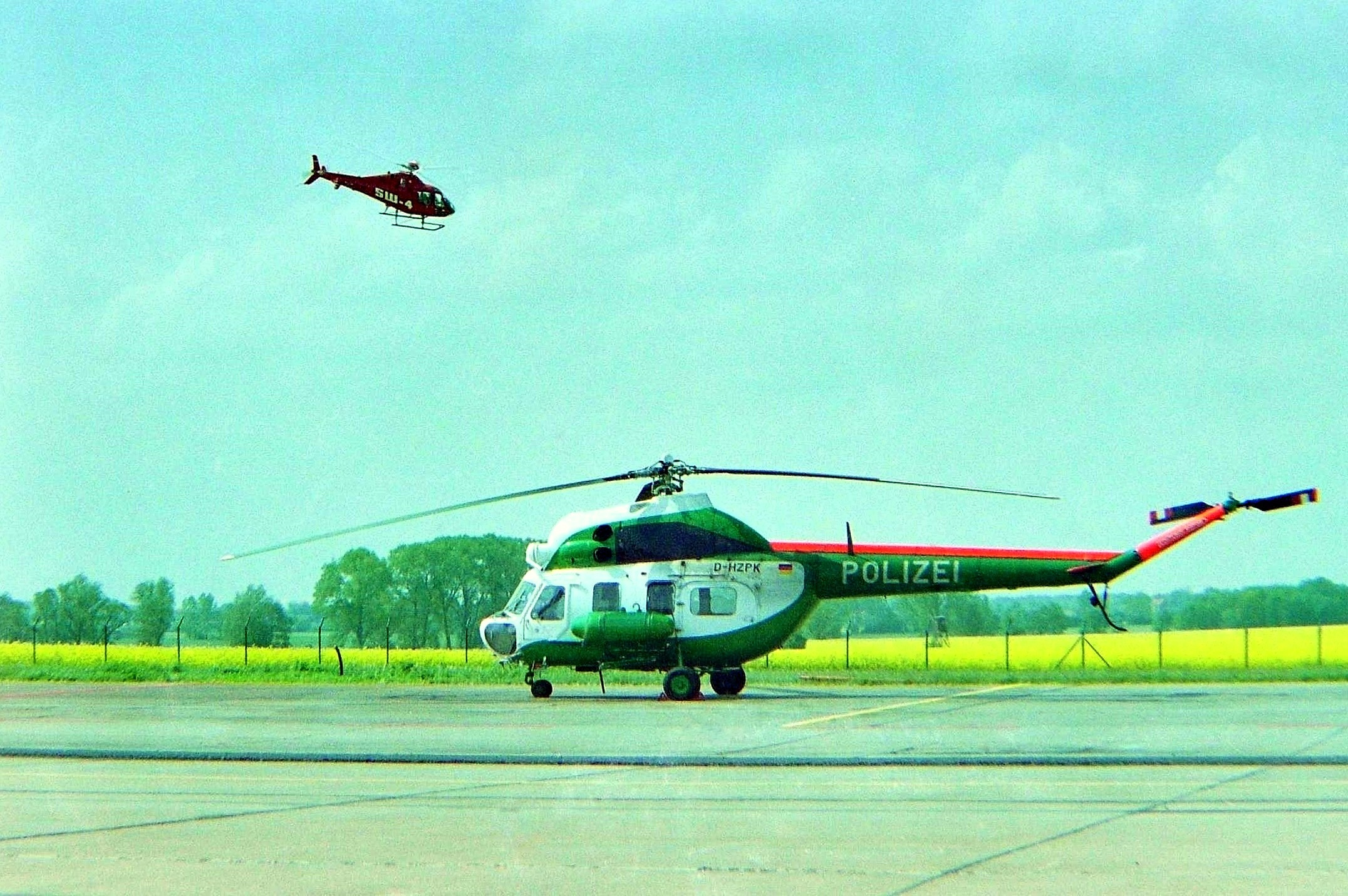
Spotkanie produktów WSK PZL-Świdnik, prototypu PZL SW-4 z PZL Mi-2, na lotnisku w Berlinie-Schönefeld(2002)

## Historia
Polski przemysł lotniczy powstał w latach 1921−1923 i początkowo produkował samoloty na licencji. W 1928 powstały Państwowe Zakłady Lotnicze. W latach 1960–1990 polski przemysł lotniczy rozwinął produkcję licencyjnych samolotów transportowych i rolniczych.